# Harzia verrucosa
Harzia verrucosa är en svampart som först beskrevs av Tognini, och fick sitt nu gällande namn av Hol.-Jech. 1974. Harzia verrucosa ingår i släktet Harzia och familjen Ceratostomataceae.   Inga underarter finns listade i Catalogue of Life.